# Episodi di Radio Free Roscoe (seconda stagione)
La seconda stagione della serie televisiva Radio Free Roscoe è stata trasmessa in anteprima in Canada da Family Channel tra il 28 novembre 2003 e il 26 marzo 2004.
| nº | Titolo originale                       | Titolo italiano | Prima TV Canada  | Prima TV Italia |
| -- | -------------------------------------- | --------------- | ---------------- | --------------- |
| 1  | Count on Me                            |                 | 28 novembre 2003 |                 |
| 2  | Girl Talk Radio                        |                 | 5 dicembre 2003  |                 |
| 3  | Pig-malion                             |                 | 12 dicembre 2003 |                 |
| 4  | Written in the Stars                   |                 | 20 dicembre 2003 |                 |
| 5  | How to Lose a Girl                     |                 | 12 dicembre 2003 |                 |
| 6  | This Just In                           |                 | 9 gennaio 2004   |                 |
| 7  | Gossip                                 |                 | 16 gennaio 2004  |                 |
| 8  | Zen and the Art of Bicycle Maintenance |                 | 22 gennaio 2004  |                 |
| 9  | The Boxer                              |                 | 30 gennaio 2004  |                 |
| 10 | The Bad Boy                            |                 | 5 marzo 2004     |                 |
| 11 | More Than a Single                     |                 | 12 marzo 2004    |                 |
| 12 | The Awful Truth                        |                 | 19 marzo 2004    |                 |
| 13 | All or Nothing                         |                 | 26 marzo 2004    |                 |